# Lohara (Maharashtra)
Lohara es una ciudad censal situada en el distrito de Yavatmal en el estado de Maharashtra (India). Su población es de 22664 habitantes (2011). Se encuentra a  4 km de Yavatmal y a 149 km de Nagpur.

## Demografía
Según el censo de 2011 la población de Lohara era de 22664 habitantes, de los cuales 11654 eran hombres y 11010 eran mujeres. Lohara tiene una tasa media de alfabetización del 91,61%, superior a la media estatal del 82,34%: la alfabetización masculina es del 94,77%, y la alfabetización femenina del 88,29%.